# ペール・ギュント (グリーグ)
『ペール・ギュント』（Peer Gynt）作品23 は、エドヴァルド・グリーグの代表作の一つで、ヘンリック・イプセンの戯曲『ペール・ギュント』のために作曲した劇付随音楽。管弦楽のための組曲が2つ編まれており（作品46と作品55）、それらが有名である。また他にもグリーグ自身の編曲で何曲かがピアノ独奏曲やピアノ伴奏の歌曲に編曲されている。高名な劇付随音楽の中では珍しく、劇そのものの初演のための作曲である。

## 作曲の経緯

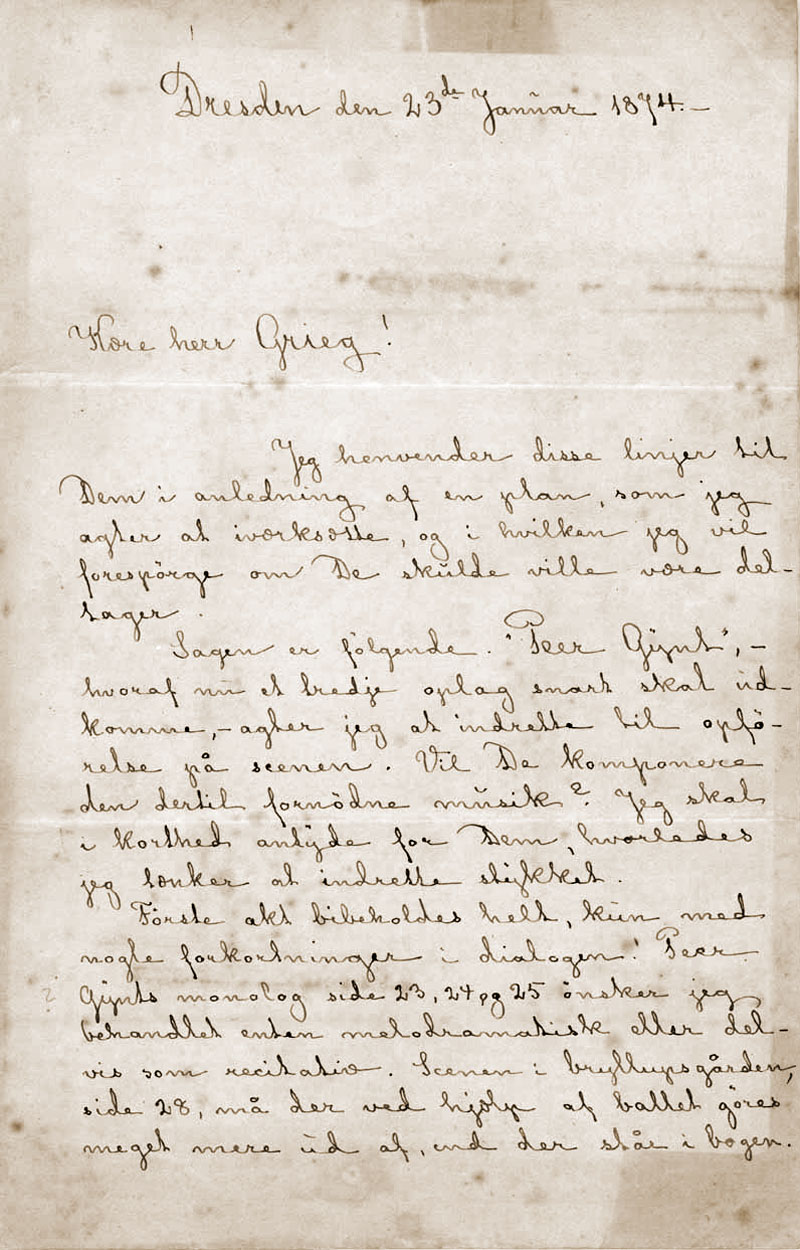
イプセンからグリーグへの手紙（1874年1月23日）

『ペール・ギュント』はイプセンが1867年に書いた作品である。元は上演を目的としないレーゼドラマとして書かれたが、その後イプセンはこれを舞台で上演することになった。本来は舞台向きでないこの作品の上演に当たって、イプセンは音楽によって弱点を補うことを考えた。そこで1874年に、当時作曲家として名を上げつつあった同国人のグリーグに、劇音楽の作曲を依頼した。
グリーグは自分の作風が小品向きであり、劇的でスケールの大きな舞台作品には向かないと考えていて、一旦は依頼を断わろうともしたが、報酬と、民族的な題材への作曲に興味を引かれたこともあり、作曲を引き受けた。作曲は同年に開始したが難航し、翌1875年に完成した。
『ペール・ギュント』の舞台上演は1876年2月24日、クリスチャニア（現オスロ）の王立劇場で初演が行われた。音楽の指揮はヨハン・ヘンヌムによる。上演は、イプセンの狙い通りに音楽のおかげもあって成功を収めたが、一方で近代性を備えた風刺的なイプセンの戯曲に対してグリーグの音楽がロマンティックに過ぎることへの批判もあった。
グリーグはその後、再演のたびに改訂を行っており、1885年、1887年から1888年、1890年から1891年、1901年から1902年に改訂されている。
1876年にパート譜のみ出版された後、1908年にドイツのペータース社から出版されたが、完全な形で全曲版がペータース社から出版されたのは1987年である。

## 編成
ピッコロ、フルート2（第1奏者はピッコロ持ち替え）、オーボエ2、クラリネット2、ファゴット2、ホルン4、トランペット2、トロンボーン3、チューバ、ティンパニ、大太鼓、小太鼓、シンバル、タムタム、トライアングル、タンブリン、シロフォン、鐘、ハープ、オルガン、ピアノ、ハリングフェーレ（またはヴィオラ独奏）、弦五部、独唱、合唱
組曲版でもおおよそ同じ編成であるが、声楽やオルガン、ピアノなどは省かれている。

## 構成（作品23）
グリーグが作曲した音楽は全27曲（番号付きの26曲と番号なしの1曲）である。演奏時間は第1幕約8分、第2幕約22分、第3幕約7分、第4幕約28分、第5幕約20分で、計約85分となる。他にヨハン・ハルヴォルセンがグリーグのピアノ曲を編曲した追加曲もある。
第1幕
- 1.婚礼の場で（I Bryllupsgården）
第1幕への前奏曲。
第4曲で短調になって再現する「結婚式の主題」と「ソルヴェイの歌」の主題を中心としており、ハリングフェーレ（またはヴィオラ）独奏によるハリング舞曲の主題、跳躍舞曲の主題も現れる。
- （追加曲）花嫁の行列の通過（Brudefølget drager forbi）
ピアノ曲集『人々の暮らしの情景』作品19の第2曲をハルヴォルセンが管弦楽編曲して1886年に追加したもの。
- 2.ハリング舞曲（Halling）
- 3.跳躍舞曲（Springar）

第2幕
- 4.花嫁の略奪とイングリ（イングリッド）の嘆き（Bruderovet - Ingrids Klage）
第2幕への前奏曲。
- 5.ペール・ギュントと山羊追いの女たち（Peer Gynt og Sæterjentene）
女声による三重唱。
- 6.ペール・ギュントと緑衣の女（Peer Gynt og den Grønnkledte）
- 7.ペール・ギュント「育ちのよさは馬具見りゃわかる」（Peer Gynt: 《Pa Ridestellet skal Storfolk kjendes!》）
- 8.ドヴレ山の魔王の広間にて（ノルウェー語版、英語版）（I Dovregubbens Hall）
男声合唱が加わる。
- 9.ドヴレ山の魔王の娘の踊り（Dans av Dovregbbens Datter）
- 10.ペール・ギュントはトロルに追い回される（Peer Gynt jages av Troll）
- 11.ペール・ギュントとベイグ（Peer Gynt og Bøygen）

第3幕
- 12.オーセの死（ノルウェー語版）（Åses døt）
第3幕への前奏曲。
弦楽合奏による。
- （番号なしの1曲）
第12曲がペールの台詞を乗せて奏される。

第4幕
- 13.朝のすがすがしさ（ノルウェー語版、英語版）（Morgenstemning）
第4幕への前奏曲。
- 14.盗賊と密売者（Tyven og Heleren）
盗賊と密売者が交互に歌う。
- 15.アラビアの踊り（Arabisk Dans）
女声二部合唱と独唱（アニトラ）が加わる。
- 16.アニトラの踊り（ノルウェー語版）（Anitras Dans）
弦楽合奏とトライアングルによる。
- 17.ペール・ギュントのセレナーデ（Peer Gynts Serenade）
ペールの歌う歌。バリトン独唱。
ペールが奏でるウードを弦楽合奏のピチカートで模している。
- 18.ペール・ギュントとアニトラ（Peer Gynt og Anitra）
- 19.ソルヴェイの歌（ノルウェー語版）（ソルヴェイグの歌、Solveigs Sang）
舞台裏の歌手が歌う。
- 20.メムノン像の前のペール・ギュント（Peer Gynt ved Memnonstøtten）

第5幕
- 21.ペール・ギュントの帰郷、海の嵐の夕方（Peer Gynts Hjemfart. Stormfull Aften på Havet）
- 22.難破（Skipsforliset）
- 23.小屋でソルヴェイ（ソルヴェイグ）が歌っている（Solveig synger i Hytten）
第19曲の旋律の前半が歌詞を変えてト短調で歌われる。
- 24.夜の情景（Nattscene）
- 25.ペンテコステの賛美歌「祝福の朝なり」（Pinsesalme: 《Velsignede Margen》）
無伴奏のユニゾンによるペンテコステ（聖霊降誕祭）の賛美歌のコラール。
- 26.ソルヴェイ（ソルヴェイグ）の子守唄（Solveigs Vuggevise）
女声独唱。

## 組曲など

### 第1組曲 作品46
1891年に編曲された。原曲の第13、12、16、8曲の4曲を選んでいる。「山の魔王の宮殿にて」では合唱や台詞を省き、台詞のための総休止を削除している。
- 第1曲「朝（ノルウェー語版、英語版）」（ホ長調）
- 第2曲「オーセの死（ノルウェー語版）」（ロ短調）
- 第3曲「アニトラの踊り（ノルウェー語版）」（イ短調）
- 第4曲「山の魔王の宮殿にて（ノルウェー語版、英語版）」（ロ短調）

### 第2組曲 作品55
1892年に編曲、翌1893年に改訂された。原曲の第4、15、21、19曲の4曲を選び、第1組曲と同様に編曲した。「アラビアの踊り」「ソルヴェイグの歌」では歌唱のパートを器楽に置き換えている。また、「ペール・ギュントの帰郷」には組曲版独自にコーダが追加されている。なお、当初は「アラビアの踊り」の代わりに「山の魔王の娘の踊り」（原曲の第9曲）が入っていたが、改訂時に現行の形に改められた。
- 第1曲「イングリッドの嘆き」（ト短調）
- 第2曲「アラビアの踊り」（ハ長調）
- 第3曲「ペール・ギュントの帰郷」（嬰ヘ短調）
- 第4曲「ソルヴェイグの歌（ノルウェー語版）」（イ短調）

### その他
- 「ソルヴェイグの歌」と「ソルヴェイグの子守唄」（原曲の第26曲）は、ピアノ伴奏歌曲4曲の管弦楽編曲版と併せて管弦楽伴奏歌曲集『6つの歌』（作品番号なし、EG.177、1895年 - 1896年）に編まれた。
- 「ソルヴェイグの歌」はまたピアノ独奏用に編曲され、『自作の歌曲によるピアノ曲 第2集』作品52の一曲に加えられた。ピアノ独奏版は、組曲の各曲と当初の第2組曲に入っていた「山の魔王の娘の踊り」についても作られている。

## 使われた作品など
- 複数曲
  - レインボーのアルバム『孤高のストレンジャー』収録の「Hall of the Mountain King」は「山の魔王の宮殿にて」をロックアレンジしたもの。同曲には「朝」の一部も引用されている。
  - エレクトリック・ライト・オーケストラのアルバム『第三世界の曙』収録の「In the Hall of the Mountain King」も「山の魔王の宮殿にて」をロックアレンジしたもの。同曲にも「朝」の一部が引用されている。
  - データイーストのコンピュータゲーム『キャプテンシルバー』に「アニトラの踊り」と「山の魔王の宮殿にて」の一部がアレンジされ引用されている。
- 朝
  - 文化放送の番組『朝の小鳥』の番組テーマ曲として採用されている。
- 山の魔王の宮殿にて
  - 「山の魔王の宮殿にて」の一部を原曲にしたものがプロ野球・阪神タイガースの応援ソングとして使われていた。
  - ALI PROJECTの楽曲『地獄の季節』に「山の魔王の宮殿にて」の一部が引用されている。
  - Classic Mac OS、macOSのText-To-Speechの「Cellos」は、テキストを「山の魔王の宮殿にて」の旋律を使って読む。
  - ザ・フーのアルバム『セル・アウト』のリマスター盤にボーナス・トラックとして収録された「Hall of the Mountain King」も「山の魔王の宮殿にて」のロックアレンジ。
  - リック・ウェイクマンのアルバム『地底探検』収録の「The Battle / The Forest」には一部「山の魔王の宮殿にて」のメロディーが引用されている。
  - イギリスのプログレッシブ・ロック・バンド、エッグのアルバム『エッグ』収録の「Synphony No.2」には一部「山の魔王の宮殿にて」のメロディーが引用されている。
  - ハロウィンのアルバム『ウォールズ・オブ・ジェリコ』収録の「ゴーガー」の間奏部にも「山の魔王の宮殿にて」の一部が引用されている。
  - コナミのシューティングゲーム『パロディウス 〜タコは地球を救う〜』のステージ3で、ショパンの「幻想即興曲」と合わさる形で「山の魔王の宮殿にて」がBGMとして使用されている。同じくコナミのシューティングゲーム『パロディウスだ! 〜神話からお笑いへ〜』のステージ9で、チャイコフスキーのバレエ音楽「白鳥の湖」と合わさる形で「山の魔王の宮殿にて」がBGMとして使用されている。
  - フリッツ・ラング監督、ピーター・ローレ主演の映画「M」では、ローレ演じる連続殺人鬼が「山の魔王の宮殿にて」を口笛で口ずさんでいる。
  - キャプテン・ジャックの楽曲『Dream A Dream』（「Dancemania X2」に収録）で、「山の魔王の宮殿にて」のメロディーが淡々とミニマルで奏でられている[1]。
  - 沢田研二が歌う『6番目のユ・ウ・ウ・ツ』の冒頭や間奏に「山の魔王の宮殿にて」の旋律が使用されている[2]
  - 2014年10月26日よりフジテレビ系列で放送されている情報番組『ニュースな晩餐会』にテーマ曲に、「山の魔王の宮殿にて」の後半部が使用されている。
  - チャラン・ポ・ランタンの楽曲『メビウスの行き止まり』は「山の魔王の宮殿にて」のメロディーを引用およびアレンジして歌詞をつけている。
  - 2016年10月期にテレビ朝日系列で放送開始したテレビドラマ『家政夫のミタゾノ』の、いわゆる修羅場(登場人物が互いの非を攻め合う場面)で、「山の魔王の宮殿にて」がBGMとして、第5話を除く全話で使用され、その後のシリーズでも引き続き使用されている。
  - Thekla, Inc.のパズルゲーム『The Witness』にて、「アニトラの踊り」「山の魔王の宮殿にて」が使用されている。終盤の隠しステージ扱いであるパズルゲーム群のタイマーとして使われており、2曲が流れる約6分半の間にランダム生成される14個のパズルをすべて解かなければならない。
  - 2011年の映画『ジョニー・イングリッシュ 気休めの報酬』。ミッドクレジットシーンで「山の魔王の宮殿にて」の旋律に合わせてコミカルな調理パフォーマンスが繰り広げられる。
- アラビアの踊り
  - ソニー・コンピュータエンタテインメントから発売されたゲーム『サルゲッチュ3』では「マジンダンサー」という曲名で「アラビアの踊り」をアレンジしたものが使用されている。
- ソルヴェイグの歌
  - キャメロットのアルバム『Karma』収録の「Forever」に「ソルヴェイグの歌」の一部が引用されている。
  - NHK『みんなのうた』において、「ソルヴェイグの歌」のメロディに歌詞をつけた「みずうみ」という歌が放送されていた。歌っていたのは大貫妙子。
  - 1982年のアニメ映画『わが青春のアルカディア』において、「ソルヴェイグの歌」の一部が引用されている。